# TJ DF Horní Suchá, oddíl baseballu
TJ DF Horní Suchá, oddíl baseballu je zaniklý baseballový klub, který hrál Českou baseballovou extraligu v ročnících 1993 a 1996.
Někteří bývalí hráči pak pokračovali v jiných baseballových klubech např. Arrows Ostrava a Hippos Ostrava. 

## Úspěchy
- Účast v Extralize: 1993, 1996

## Soupiska týmu v roce 1996
- Berger M.
- Brabec
- Budínský
- Dočkal V.
- Girman
- Horák
- Jano
- Janošík K.
- Jurák
- Kutáč
- Louda R.
- Novotný
- Olšina R.
- Ončo
- Smrček P.
- Štěpánek
- Turčina
- Zinecker